# Secció d'handbol del Futbol Club Barcelona Plantilla 2005-2006
La temporada 2005-2006, la plantilla del primer equip d'handbol del Futbol Club Barcelona era formada pels següents jugadors:
| - 1 Sergio Catarain - 3 Alberto Val - 6 Juanín García - 8 Victor Tomàs - 9 Salva Puig - 10 Fernando Hernández - 11 Jérome Fernández - 12 Dejan Perić - 15 Cristian Ugalde - 16 David Barrufet |  | - 17 Joan Cañellas - 18 Iker Romero - 19 Laszlo Nágy - 20 Igor Vori - 21 Lars Krogh Jeppesen - 22 Dragan Skrbić - 23 Luka Zvizej - 24 Davor Dominiković |

Entrenador:  Xesco Espar

## Títols assolits
- Lliga Espanyola/Lliga ASOBAL
- Lliga dels Pirineus